# كيم هاي اون
كيم هاي اون (بالكورية: 김혜은)‏ هي ممثلة كورية جنوبية. ولدت يوم 1 مارس 1973 في بوسان في كوريا الجنوبية.

## روابط خارجية
- كيم هاي اون على موقع IMDb (الإنجليزية)
- كيم هاي اون على موقع قاعدة بيانات الفيلم (الإنجليزية)